# 張翀 (畫家)
張翀（？—？），字子羽，一字子雨，號圖南，南直隸應天府江寧縣（今江蘇省南京市）人，明朝著名畫家。
張翀善於人物繪畫，并追摹古代筆法，其書寫筆力疎秀，繪畫顯眼生動，書法寫雜俱佳。他還精于山水畫。

## 作品
《東閣觀梅圖》，藏於台灣台北國立故宮博物院
《蓬山遇輦圖》，藏於台灣台北國立故宮博物院
《仙廬授液圖》，藏於台灣台北國立故宮博物院
《梅溪仙釀圖》，藏於台灣台北國立故宮博物院
《採芝仙圖》，藏於台灣台北國立故宮博物院